# Sonny Rollins in Japan
| Recensione | Giudizio |
| ---------- | -------- |
| AllMusic   |          |

Sonny Rollins in Japan è un album live del sassofonista jazz statunitense Sonny Rollins, pubblicato dalla Victor Records nel 1973.

## Tracce
LP (1973, Victor Records, SMJ-6030)
Lato A
1. Powaii – 19:05 (musica: Sonny Rollins)
2. St. Thomas – 5:38 (musica: Sonny Rollins)

Lato B
1. Alfie – 13:15 (musica: Sonny Rollins)
2. Moritat – 9:25 (musica: Kurt Weill)

Doppio CD dal titolo: Complete Sonny Rollins in Japan (2008, JVC, VICJ-61558~9)
CD 1
1. Powaii (musica: Sonny Rollins)
2. St. Thomas (musica: Sonny Rollins)
3. Alfie (musica: Sonny Rollins)
4. Moritat (testo: Bertolt Brecht – musica: Kurt Weill)

CD 2
1. Sais (James Mtume)
2. God Bless the Child (Arthur Herzog Jr., Billie Holiday)
3. Hold 'Em Joe (Harry Glenn Thomas Jr.)

## Musicisti
- Sonny Rollins – sassofono tenore, sassofono soprano
- Yoshiaki Masuo – chitarra
- Bob Cranshaw – basso elettrico
- David Lee – batteria
- James Mtume – percussioni

### Produzione
- Tetsuya Shimoda – produzione
- Registrazioni effettuate dal vivo al Nakano Sun-Plaza di Tokyo, Giappone, 30 settembre 1973
- Tamaki Bekku – ingegnere delle registrazioni
- Keijiro Kubota – design copertina album originale
- Akiyoshi Miyashita – foto copertina album originale [2]